# Mouraria

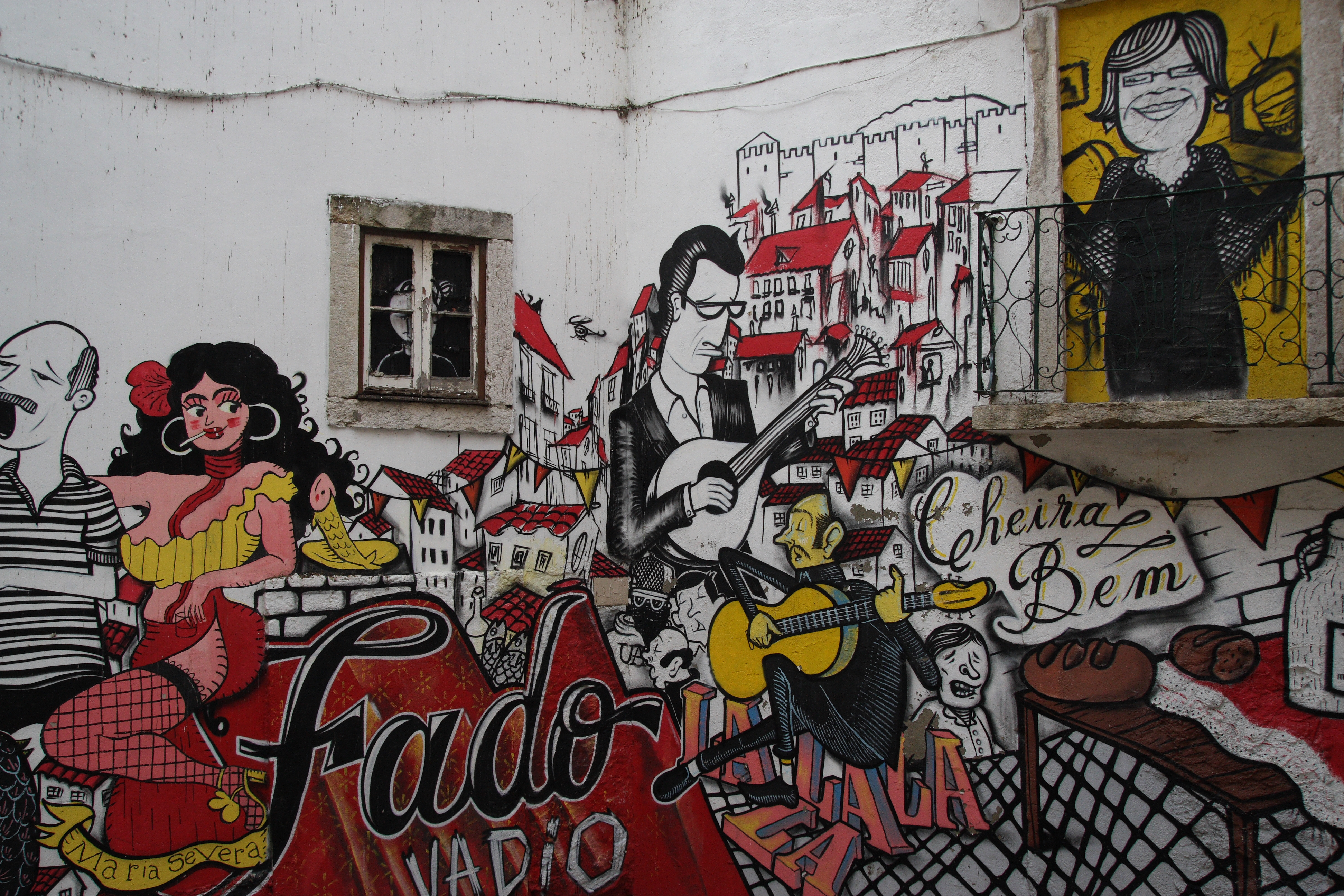
Een muurschildering gewijd aan fado in de Escadinhas de São Cristovão.

Mouraria is een wijk in Lissabon. Mouraria was oorspronkelijk de Moorse wijk van Lissabon en staat bekend als een van de wijken waar fado is ontstaan.

## Geschiedenis
Mouraria is ontstaan in de 12e eeuw. Nadat Lissabon in 1147 werd veroverd door christelijke legers, moesten de achtergebleven moslims in deze wijk gaan wonen.
In de jaren 1950 werd een deel van Mouraria gesloopt om plaats te maken voor een groot plein, de Praça Martim Moniz.

## Fado
Mouraria wordt gezien als een van de wijken waar de fado is ontstaan. De legendarische fadozangeres Maria Severa (1820-1846), de eerste bekende fadozanger, zou hier gewoond en gewerkt hebben, in de Rua do Capelão.
De bekende fadozanger Fernando Maurício (1933-2003) werd geboren in de Rua do Capelão, en ook fadozangeres Argentina Santos (1926-2019) werd in Mouraria geboren. Fadozangeres Mariza (1973) groeide op in Mouraria.
Diverse fadosongs hebben Mouraria als onderwerp. Voorbeelden zijn:
- Ai, Mouraria (vertolkt door onder andere Amália Rodrigues, Maria de Fátima, Custódio Castelo en Cuca Roseta)[5]
- Há Festa na Mouraria (gezongen door onder andere Amália Rodrigues, Mariza, Carlos do Carmo, Dulce Pontes en Alfredo Marceneiro)[6]
- Rua do Capelão / Novo Fado da Severa (o.a. Amália Rodrigues, Dulce Pontes en Lula Pena).[7][8][9]

## Bezienswaardigheden en monumenten
- In de Rua do Capelão is een gedenkteken gewijd aan de geboorte van de fado.
- Even verderop, aan de Largo Severa, is het huis te vinden waar Maria Severa volgens de verhalen gewoond zou hebben. Bij Severa's huis is op straat een Portugees straatmozaïek aangelegd. Op de gevel van Severa's huis is een gedenkplaat te vinden. In het huis is een fadohuis gevestigd, Maria da Mouraria.[1][10][11][12]
- In het steegje Escadinhas de São Cristóvão is een muurschildering gewijd aan fado. Op deze muurschildering zijn onder andere Maria Severa en Fernando Maurício te zien.[13]
- Aan de Rua da Mouraria staat een kleine kerk, de Capela de Nossa Senhora da Saúde. Deze kerk is begin 16e eeuw gebouwd, maar sommige delen van de kerk dateren uit de 18e eeuw. In de kerk zijn panelen met Portugese siertegelkunst te vinden.[14][15]

## Verkeer
- Tramlijn 12 gaat van het laag gelegen Martim Moniz via de Rua dos Cavaleiros en de Calçada de Santo André dwars door Mouraria omhoog.
- De kabelspoorweg Elevador da Graça, geopend in 2024, verbindt het lager gelegen Rua dos Lagares in Mouraria met het hoger gelegen uitkijkpunt Miradouro Sophia de Mello Breyner Andresen in Graça.[16]